# 居鲁士一世
居鲁士一世（古波斯楔形文字：𐎤𐎢𐎽𐎢𐏁 Kūruš），公元前7世纪中东安善的国王，约前600年至前580年或约前652年至前600年，他是泰斯帕斯之子，冈比西斯一世之父，其孙是波斯阿契美尼德王朝（阿契美尼德王朝是根據篡位者大流士一世的說法，但在居魯士圓柱上的家譜並沒有阿契美尼斯的名字）的开创者居鲁士二世。